# Brunnfeld (Gemeinde Fuschl)
Brunnfeld ist eine Rotte in der Gemeinde Fuschl am See im Nordosten des österreichischen Bundeslandes Salzburg.
Die Rotte befindet sich südlich von Fuschl und am östlichen Ufer des Fuschlsees. Durch den Ort führt die aus der Stadt Salzburg kommende Wolfgangsee Straße, die von Brunnfeld am östlichen Seeufer entlang nach Fuschl verläuft, dann südlich am Wolfgangsee vorbei führt und in Bad Ischl endet. In Brunnfeld befindet sich der Sitz der Red Bull GmbH, dessen Energydrink Red Bull weltweit bekannt ist.